# Лебо, Жозеф
Жан Луи Жозеф Лебо (фр. Jean Louis Joseph Lebeau; 3 января 1794 — 19 марта 1865) — бельгийский либеральный политический и государственный деятель, второй премьер-министр страны.

## Биография
Первоначальное образование получил от своего дяди, который был священником в Анню, и стал клерком. Собрав денег на учёбу, поступил в Льежский университет, после окончания которого поступил в адвокатскую контору (1819 год). Во время учёбы в Льеже он сдружился с Шарлем Рожье и Полем Дево, вместе с которыми в 1824 году начал издавать в Льеже журнал Mathieu Laensbergh (позже Le politique).
Лебо не выступал за отделение от Нидерландов, но приложил усилия к организации Августовской революции 1830 года. В новой независимой Бельгии был назначен на пост министра иностранных дел (март 1831 года). Предложив титул короля Леопольду Саксен-Кобургскому, он заслужил хорошее отношение со стороны Великобритании.
Вышел в отставку с поста министра иностранных дел, однако в следующем же году стал министром юстиции, сменив Жана-Жозефа Райкема.
В 1833 году был избран депутатом от Брюсселя и сохранял своё место в 1848 году. Из-за противоречий с королём был вынужден покинуть правительство в 1834 году.
Изображен на бельгийской почтовой марке 1965 года.